# Бинго-Нада
Бинго-Нада (яп. 備後灘 бинго-нада) — малое море в центральной части Внутреннего Японского моря. Омывает берега префектур Хиросима и Кагава.
На востоке через пролив Бисан сообщается с плёсом Харима-Нада Японского моря, на юго-западе — с Хиути-Нада.
Средняя глубина моря — 20,3 м.